# Labichea nitida
Labichea nitida är en ärtväxtart som beskrevs av George Bentham. Labichea nitida ingår i släktet Labichea och familjen ärtväxter. Inga underarter finns listade i Catalogue of Life.